# Kungsgatan, Malmö

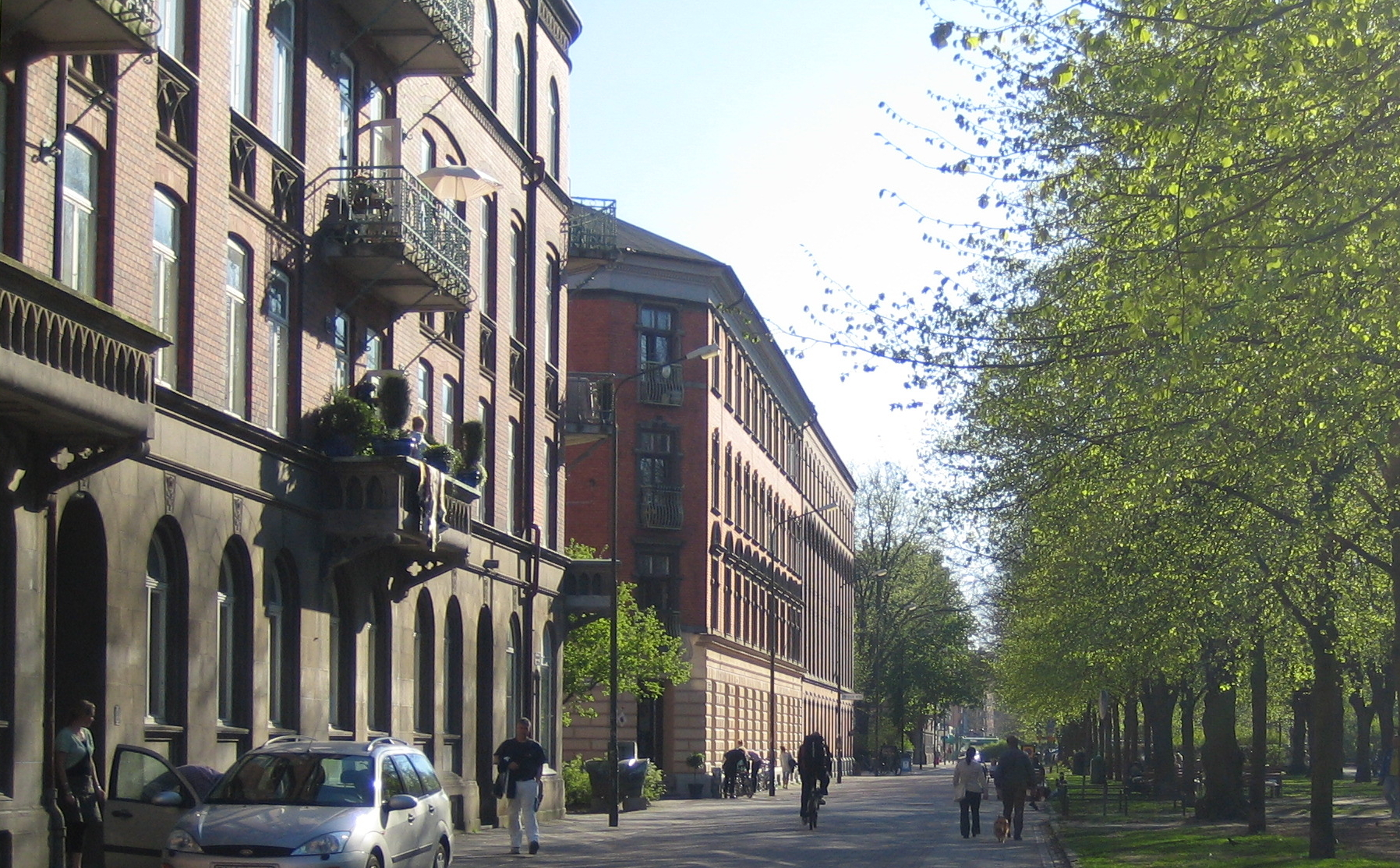
Kungsgatan i Malmö

Kungsgatan är en gata i Rörsjöstaden i Malmö.
Kungsgatan började anläggas 1876 enligt en stadsplan av stadsingenjören Georg Gustafsson som en boulevard i samband med tillkomsten av Rörsjöstaden. Den namngavs 1878 och utbyggdes i etapper fram till 1907, då den sträckte sig från Kaptensgatan till Östra Förstadsgatan. Till följd av rivningarna i de östra delarna av Gamla staden under 1960- och 1970-talet flyttade gatuprostitutionen till Kungsgatan. För att få bort denna verksamhet trafiken delades gatan i slutet av 1970-talet upp i mindre smågator.